# San Rafael Wilderness
San Rafael Wilderness é uma reserva ecológica localziada nas montanhas do centro-norte do Condado de Santa Bárbara, no estado da Califórnia, Estados Unidos. Criada em 1968, está inserida em Los Padres National Forest.